# Дом Бурганова
Дом Бурга́нова — московский государственный музей, созданный в 2001 году, на основе мастерской скульптора Алекса́ндра Бурга́нова. Находится по адресу Большой Афанасьевский переулок, д. 15 стр.9.

## Основание
Основу собрания музея составляют скульптуры  Алекса́ндра Никола́евича Бурга́нова, которые он принёс в дар городу. Одновременно он отдал Москве здание по адресу Большой Афанасьевский пер., 15, стр. 9. Позже постановлением правительства Москвы музею было передано также соседнее здание (Большой Афанасьевский переулок, 17/1) которое на тот момент находилось в руинированном состоянии.

## Экспозиция
В 2001 – 2005 в музее происходило создание основной экспозиции в галерее «Пегас» и на трёх площадках под открытым небом: Малый двор, Большой Двор и Музейный садик. Кроме скульптур, выставлены также картины.
Пространство музея имеет оригинальное решение благодаря сочетанию открытых и закрытых площадок, подземных помещений и экспозиции в пространствах частично разобранного здания.

## Награды
- Почётная грамота Московской городской думы (28 сентября 2011 года) — за заслуги перед городским сообществом и в связи с юбилеем[2].